# Yvette Andréyor
Yvette Andréyor, właśc. Yvette Louise Pauline Royé (ur. 6 sierpnia 1891 w Paryżu, zm. 30 października 1962 tamże) – francuska aktorka teatralna i filmowa.
Występowała w teatrach w Belgii i Paryżu. Karierę w filmie zaczęła w wytwórni Gaumont, gdzie pracowała w latach 1910–1918. W filmach grała aż do lat 40. XX wieku. W latach 1917–1926 była żoną aktora Jeana Toulouta.
Grała w filmach historycznych, kryminalnych i dramatach. Wybrane role to:
- Juve contre Fantômas (1913)
- Judex (1917)
- Mathias Sandorf (1920)
- Dusza artystki (1925)
- Dwóch nieśmiałych (1928)

Została pochowana na cmentarzu Saint-Ouen w Paryżu.